# Ole Olsen (filmmand)
 Der er flere personer med dette navn, se Ole Olsen.
Ole Andersen Olsen kendt som Ole Olsen (5. maj 1863 i Tangemose, Starreklinte, Vallekilde Sogn – 5. oktober 1943 i Hellerup) blev Danmarks og verdens første "filmkonge", stifter af Ole Olsens Filmfabrik som senere blev en del af Nordisk Film.

## Barndommens og ungdommens trængsler
Ole Olsens liv begyndte i yderste armod og sluttede i ekstrem velstand. Ole Andersen Olsen blev født som den tredje i en søskendeflok på fem af tømrer og husmand Ole Olsen og Karen Margrethe Scherg. Syv år gammel blev han sendt ud at tjene, først på en gård i Skippinge vest for Vallekilde, hvor han vogtede 200 gæs, og siden på andre gårde og herregården Dragsholm.
Familien kunne ikke altid spise sig mæt; undtagen når drengen deltog som klapper i jagterne på Egemarke ved Føllenslev eller på Ordrup Næs. Så kom han hjem med fugle til et solidt måltid.
Ole Olsen var ordblind og kunne dårligt stave sig igennem en avis. Langt senere kom diagnosen. Han blev betragtet som småt begavet og sendt hjem fra landsbyskolen i Starreklinte.
I en alder af ni år, i 1872, blev han sammen med et par kammerater anholdt for et tyveri af en pung med fire rigsdaler og 72 skilling fra en enke. Han blev frifundet, men året efter blev han anbragt på et drengehjem i Flakkebjerg ved Slagelse, da han var løbet hjemmefra gentagne gange.
Fra Flakkebjerg blev han sendt til Landerupgaard drengehjem hvorfra han konfirmeredes i 1878 som nr. 8 af Landerupgaarddrenge i Alminde kirke. Han kom herefter ud at tjene på gården Erritsøgård i Erritsø sogn.
Som 18-årig forlod Olsen landbruget, blev opvarter på gæstgiveriet "Dania" i Slagelse og besluttede sig til sidst i 1881 at søge til hovedstaden. I København tog han forskellige løse småjobs som keglerejser. Det lykkedes ham at få en stilling som ungtjener på Café Tissø. Det skulle blive skæbnesvangert. For på beværtningen kom Ole Olsen i dårligt selskab med nogle drevne kortspillere og endte med at skylde en af korthajerne penge. For at betale gælden lånte han en vinterfrakke hos en skræddermester. Med frakken over armen styrede han direkte hen til Assistenshuset i Nybrogade og pantsatte frakken. Han slap af med sin spillegæld, men ulykkeligvis vandt han ikke penge til at indløse frakken, før skræddermesteren forlangte den tilbage. Skræddermesteren så Ole Olsen gå uden overfrakke i vinterkulden og gik til politiet. Den unge tjener blev anholdt og blev den 16. december 1882 idømt 8 dage på vand og brød og mistede sit job.
Efter at have udstået sin straf tog Olsen ud at sejle. Hen på slutningen af året 1883 afmønstrede han og levede så længe, han kunne af sin hyre. En gang imellem optrådte han med harmonika eller pladespil til markeder og sommerfester.
Den 21. oktober 1885 begik typografen Julius Rasmussen et mislykket attentat mod konseilspræsident J.B.S. Estrup, og den hittepåsomme Olsen fandt på at opføre attentatforsøget i en kukkasse på markeder. Han fandt en dobbeltsidet tegning i ugebladet Nutiden, der redigeredes af den senere censor, professor Vilhelm Møller, og drog af sted med en lånt kukkasse. Angiveligt skulle han i løbet af en dag på et pæremarked i Næstved have tjent 260 kroner, en mindre formue.
Men i juni 1886 blev Ole Olsen idømt sin anden fængselsdom, der lød på fire gange 5 dage for bondefangeri, fordi hans hittepåsomhed var gået over gevind. Han havde nemlig sammen med sin bror, Christian Olsen, etableret arbejdsanvisningsbureauet "Fæste- og Kommissionskontor Olsen & Olsen", men kun en enkelt havde fået anvist arbejde gennem firmaet, som tog 50 øre for hver henvendelse.

## Begyndende succes
Dernæst slog Ole Olsen ind på handelsvejen. Det blev grundlaget for, at han endelig kunne opleve fremgang. På Dyrehavsbakken indledte han salg af billige ure og patentlommeknive. I 1889 fik han for 120 kroner og 16 kroner i stempelafgift borgerskab som detailhandler i København, men lukkede dog snart forretningen i byen. Fremover blev markeder, dyrskuer, by- og havnefester Ole Olsens forretninger. Havde han ikke noget at sælge eller vise frem, ejede han stadig sin harmonika, og kunne den heller ikke trække penge ud af markedsgæsterne, var pladespillet en mulighed. Men da fik han en idé, som viste sig at være en sensation for samtidens publikum: Han turnerede i Danmark, Tyskland, Norge og Sverige med en afrikansk trup, som han døbte "Karavanen".
Menageriet voksede støt, og han turnerede i hele Skandinavien. Det begyndte at fylde hele jernbanevogne med generatorer, motorer, lys, maskiner, apparater, bænke, telte, dyr, bure etc. Han kunne nu engagere op til 50 mand og holde dem beskæftiget med at pakke og laste "karavanen" på skinnerne.
I disse år stiftede han familie. Den 29. januar 1893 giftede han sig med Anna Ludovica Hendriksen (4. oktober 1873 på Frederiksberg – 29. juni 1916 i Hellerup). Mellem 1893 og 1899 fik de fem børn. Samtidig kunne han betale sognet 750 kr. for at få løst sin moder ud af fattighuset.
Hans succes fortsatte i Sverige. I 1896 blev Ole Olsen direktør for det nystartede tivoli i Malmø, hvor han for første gang kastede sig over det helt nye filmmedium. Direktørstillingen bestred han frem til 1901 og opbyggede en formue. Samme efterår flyttede han med sin familie tilbage til København og droslede ned for sine aktiviteter.
I 1905 søgte og fik Ole Olsen biografbevilling og åbnede Biograf-Theatret på Vimmelskaftet 47 (Tuteins Gård). Olsen var ikke den første, der viste film i Danmark. Allerede i 1896 havde Vilhelm Pacht åbnet den første biograf på Rådhuspladsen, og i 1902 indspillede kgl. hoffotograf Peter Elfelt den første egentlige danske spillefilm, Henrettelsen.

## Nordisk Film
Olsen drog til Paris, hvor han forsøgte at bevæge firmaet Pathé til at optage film med handling. Pathé vægrede sig, og Olsen anskaffede sig selv et optagelsesapparat og under store vanskeligheder også et perforeringsapparat og gik selv i gang med at fabrikere underholdningsfilm.
Han købte grund til et primitivt atelier i et kolonihaveområde i Valby Mose og engagerede den talentfulde Robert Storm Petersen som kunstnerisk leder. I 1906 stiftede han i Valby Nordisk Films Kompagni, som hurtigt blev et af verdens førende filmselskaber og det næststørste i Europa. I 1908 var produktionen over 100 film, som blev udsendt over det meste af verden. Allerede i 1910 havde Nordisk Film afdelingskontorer i en række storbyer: Wien, London, Paris, Berlin og New York m.fl.
Filmen Løvejagten paa Elleore fra 1906, som han solgte 259 kopier af, blev gennembruddet.
Olsen fortsatte succesen ved i 1911 at satse på film i spillefilmlængde (45-60 minutter i stedet for 10-15 minutter), og 1911-1914 var Nordisk Film verdens førende filmselskab. Maj 1911 blev firmaet omdannet til et aktieselskab og Ole Olsen var generaldirektør for selskabet 1911-1922 og næstformand for bestyrelsen 1922-1924. I 1913 blev Nordisk Film blevet verdens næststørste filmselskab efter Pathé Frères i Frankrig. Som leder af Nordisk Films Kompagni fik han guldmedalje og ærespris på den internationale filmudstilling i Hamborg i 1908 og blev æresmedlem af Biografteaterforeningen i København 1915 og af Kulturhistorisk Museum i Lund.
Men 98 pct. af firmaets omsætning beroede på udenlandske markeder, og 1. verdenskrig satte en brat stopper for eksporten. Der mislykkedes Olsens ambitiøse planer om afsætning på det tyske marked. I 1916 måtte Nordisk Film lukke sin filial i Nordamerika og efter den russiske revolution året efter blev det vigtige russiske marked skåret bort. Værre endnu var, at Tyskland også i 1917 semi-nationaliserede filmindustrien, så Ole Olsen blev tvunget til at afstå sine interesser i Tyskland til Universum-Film: 35 biografer, som han ejede, fem udlejningsselskaber og et lille produktionsselskab. Der gav et tab på 5 mio. kr. Efter disse store tab måtte han opgive posten som generaldirektør i 1922.

## Tiden efter Nordisk Film: Kunstsamleren Ole Olsen
I 1924 blev han købt ud af selskabet og brugte resten af sit liv på at opbygge sin kunstsamling. Allerede i 1914 solgte han sine aktier i selskabet – dyrt – og kunne for formuen året efter købe det store landsted Heslehøj i Hellerup med 8 hektar park og frugthave. Han lod arkitekten Cosmus Bræstrup forhøje og modernisere det i forvejen store anlæg.
Fra 1916, til han overdrog det til sin datter Lady i 1941, ejede han maleriet Interiør. Musikværelset, Strandgade 30 af Vilhelm Hammershøi, som i 2023 blev det dyrest handlede danske maleri.
Olsen begyndte nu at hellige sig sin private interesse som samler af antikt kunsthåndværk: porcelæn, keramik og sølvtøj, der blev installeret på Heslehøj. Hovedparten af hans samling opstod årene efter til omkring 1930. Højdepunktet var en jordomrejse, som Olsen foretog 1929-30, og hvorfra han bl.a. hjembragte en sort kinesisk vase fra Kangxi-dynastiet 1661-1722.
I 1931 udstykkede Olsen den store park og frugthave. Han solgte Heslehøj og flyttede ind på proprietærgården Stengården, ligeledes i Hellerup, som han havde tilkøbt, og hvor han i 1933 byggede en udstillingsbygning til sine mange kunstgenstande. Hen over den gamle grund lod han villavejen Ole Olsens Allé anlægge, opkaldt efter ham selv.

## Spektakulær begravelse
Hans hustru var allerede død i 1916 af tuberkulose. Hun blev urnebegravet på Bispebjerg Kirkegård, og det blev en tradition, at Ole Olsen og de af børnene, der var hjemme på dagen, den 25. juli, mødtes i columbariet på kirkegården og lagde blomster på moderens grav. I 1934 fik de et chok, for urnen var forsvundet, idet der ikke var betalt for gravstedet.
Det lykkedes at tilvejebringe urnen, men begivenheden satte sig spor i Ole Olsens sind. Han fik den monumentale idé at lade sig og hustruen begrave i en gravhøj på sin fødeegn. I sidste ende blev det nu ikke en nyopført gravhøj, men i stedet en plads i en tidligere udgravet bronzealderhøj på toppen af Estherhøj lidt uden for landsbyen Høve i Odsherred. Højen er den midterste af en række på tre høje.
Olsens gravsted på Estherhøj : 55°50′11″N 11°29′0″Ø / 55.83639°N 11.48333°Ø
Allerede 1. november 1933 havde han købt gården Esterhøjgård ved Høve, senere Høve Friskole ved Sejerøbugten, og den nærliggende Skovgård, hvor han indrettede en kyllingefarm med 3000 kyllinger.
Ikke overraskende forudsatte en sådan begravelse tilladelse fra myndighederne, og meget belejligt var Olsens søn Eugén Olsen jurist og landsretssagfører. Han ansøgte i begyndelsen af september 1934 på faderens vegne Undervisningsministeriet om tilladelse til at indrette gravsted i højen. Ministeriet udbad sig en faglig udtalelse fra Nationalmuseet, der ikke kunne nedlægge forbud mod ændringerne, eftersom loven om fredning af fortidsminder først trådte i kraft i 1937. Men museets svar på forespørgslen var negativt. Til gengæld blev Olsen samme år slået til Ridder af Dannebrog.
Ti måneder efter at Ole Olsen havde søgt om tilladelse til at indrette gravkammer i højen, fik han grønt lys. Men under gravearbejdet stødte man på fortidslevn, og myndighederne blev alarmeret. I dagene 17.-19. september 1935 foretog Nationalmuseet ved Therkel Mathiassen en undersøgelse af den resterende del af højen.
Efter at højen var udgravet og undersøgt til bunds, kunne arbejdet fortsætte. Et gravkammer med ovenlys blev støbt i beton, en svær dør af bronze blev indsat, og højen blev omkranset af et gitter. Omkring indgangen ses en granitportal med indskriften Direktør Ole Olsens Gravsted. Porten har Nordisk Films logo med isbjørnen indfældet i håndtaget. Den 9. april 1936 blev hustruens urne anbragt i gravkammeret.
I kammeret indre er væggene er fra gulv til loft udsmykket med mosaikarbejder, der gengiver Lillebæltsbroen, et lyntog, en bil, et dampskib samt Skamlebæk Radiostation. Ved indgangen er udført to fajancemalerier af Dragsholm Slot og Vallekilde Kirke, hvor hans forældre er begravet. Over landskaberne er fire motiver i mosaik af Arne Meyer indfældet: To mænd med kamera og filmstrimmel, en familie omkring radioen, en pilot ved sit fly og videnskabsmænd i laboratoriet. Selve urnerne er placeret på et alter med en inskription i mosaik: "Ole Olsen gav sig og sin Hustru denne Grav i en Kæmpehøj fra Oldtiden og lukkede sin Tid ind til al den Tid, der svandt. Mennesket frigjorde sig fra Jorden, Lyden blev frigjort. Billeder blev levende, og man søgte Tingenes inderste Kerne. Vor Tid, Flyvningens, Filmens, Radioens og Atomsprængningens Tid."
Den 6. maj 1938, dagen efter Ole Olsens 75 års fødselsdag, afslørede han sit nydekorerede gravmæle for københavnerpressen og enkelte lokale. Han fik flere år at leve i, hvor hans ideer kunne få frit løb. I 1939 fik han amerikansk og i 1940 dansk patent på en styremekanisme til automobiler. Dette år udgav han også selvbiografien Filmens Eventyr og mit eget.
Under besættelsen blev Ole Olsen den 7. september 1943 indlagt på Sankt Lukas Stiftelsen i Hellerup med en maveblødning. Han havde allerede i marts året inden været hasteindlagt med blødende mavesår. Det lykkedes at standse maveblødningen og slå feberen ned, men den gamle filmmands tilstand blev forværret. Den 5. oktober døde han i en af alder af 80 år
8. oktober 1943 stod kisten dækket med Dannebrog og omgivet af levende lys i sølvstager i udstillingsbygningen i hjemmet på Stengården i Hellerup. Kun den nærmeste familie var tilstede, da sønnen Eugen Olsen holdt sin afskedstale. Bisættelsen foregik fra Holmens Kirke, og selv om begivenheden efter hans ønske skulle foregå i ydmyghed, var mange fra filmens og museernes verden mødt frem, og der var sendt kranse fra Stockholm, New York og Los Angeles. Der var 269 kranse i alt. Han blev kremeret på Bispebjerg Krematorium.
Den 17. oktober blev gravhøjen ved Esterhøjgård i Høve åbnet for at tage imod Ole Olsens urne. Ifølge hans testamentariske bestemmelser må graven først åbnes 200 år efter Ole Olsens død, dvs. den 5. oktober 2143, men enkelte har dog beset gravkammeret. Gravhøjen blev i januar 2010 åbnet og skændet af ukendte gerningsmænd.

## Eftertiden
Efter Olsens død blev hans verdenskendte kunstsamling afhændet på auktion, men auktionen over dødsboet blev af arvingerne stoppet allerede efter de to første auktionsdage, som allerede havde indbragt omkring to millioner kroner – svarende til ca. 100 millioner i 1995-kroner. Olsen havde selv publiceret kataloger over samlingen, som derfor var kendt viden. Interiør. Musikværelset, Strandgade 30 af Vilhelm Hammershøi blev bl.a. solgt til en privat samler.
Olsen er portrætteret af maleren Julius Paulsen (1925). I 1999 udgav forlaget Gyldendal en biografi over hans liv. Det var Poul Malmkjær, som skrev bogen Gøgler og generaldirektør.
Blandt Olsens børn bør nævnes:
- Ebba Ingeborg Ludovica Oline Olsen (20. juli 1893 i Trondhjem - ?), gift med overretssagfører Peter Olufsen
- Ole Olsen jun. (1894-1974)
- Lady Olsen (1896-?)
- André Olsen
- Eugen Olsen (1899-1972), generalkonsul og lokalpolitiker – far til ceremonimester, oberstløjtnant Christian Eugen-Olsen (født 1941)

## Film
De kendteste titler er:
- Løvejagten (1907)
- Atlantis (1913)
- Himmelskibet (1918)